# 伍德克雷斯特 (印地安納州)
伍德克雷斯特（英語：Woodcrest）是位於美國印地安納州摩根縣的一個非建制地區。該地的面積和人口皆未知，海拔高度为797英尺（243），邮政编码为46151。